# Reflection (film)
Pour les articles homonymes, voir Reflection.
 (août 2021).
Si vous disposez d'ouvrages ou d'articles de référence ou si vous connaissez des sites web de qualité traitant du thème abordé ici, merci de compléter l'article en donnant les références utiles à sa vérifiabilité et en les liant à la section « Notes et références ».
Pour plus de détails, voir Fiche technique et Distribution.
Reflection (Vidblysk) est un film ukrainien réalisé par Valentyn Vassianovytch et sorti en 2021.

## Fiche technique
Sauf indication contraire, les informations mentionnées dans cette section peuvent être confirmées par la base de données cinématographiques IMDb,  présente dans la section « Liens externes ».
- Titre original : Vidblysk
- Titre français : Reflection
- Réalisation, scénario, photographie et montage : Valentyn Vassianovytch
- Costumes : Elena Garmanenko
- Pays d'origine : Ukraine
- Format : Couleurs - 35 mm
- Genre : drame
- Durée : 125 minutes
- Dates de sortie :  
  - Italie : 6 septembre 2021 (Mostra de Venise)

## Distribution
- Roman Loutskyi : Serhiy
- Andriy Rymarouk : Andrii
- Dmitriy Sova : homme torturé
- Vassiliy Kukharskiy : infirmière
- Oleksandr Danyliouk, chirurgien
- Nadiya Levtchenko : Olha
- Igor Choulha : directeur de la prison

## Distinction

### Sélection
- Mostra de Venise 2021 : en compétition.